# القتال التكتيكي
القتال التكتيكي أو كما يُعرف في المملكة المتحدة وسائر الدول بالمعركة الخاصة، وهي نوع من أنواع إعادة التمثيل التاريخي، وهي ليست مفتوحة للجمهور في أغلب الأحيان، وتُشبه المعركة الحقيقية التي تقوم على إستراتيجيات وتكتيكات بين الطرفين لهزيمة الخصم، ولا يقوم القتال التكتيكي على سيناريو مُعين، بل هو قائم على قواعد محددة مُتفق عليها (الحدود المادية، الحد الزمني، شروط الفوز، إلخ...) بالإضافة إلى الحكام في الموقع، ويمكن اعتبارها كلعبة تمثيل الأدوار الحية، كما يمكن أيضاً اعتبار هذه المعارك التكتيكية شكلاً من أشكال علم الآثار التجريبي.